# Königliches Dramatisches Theater

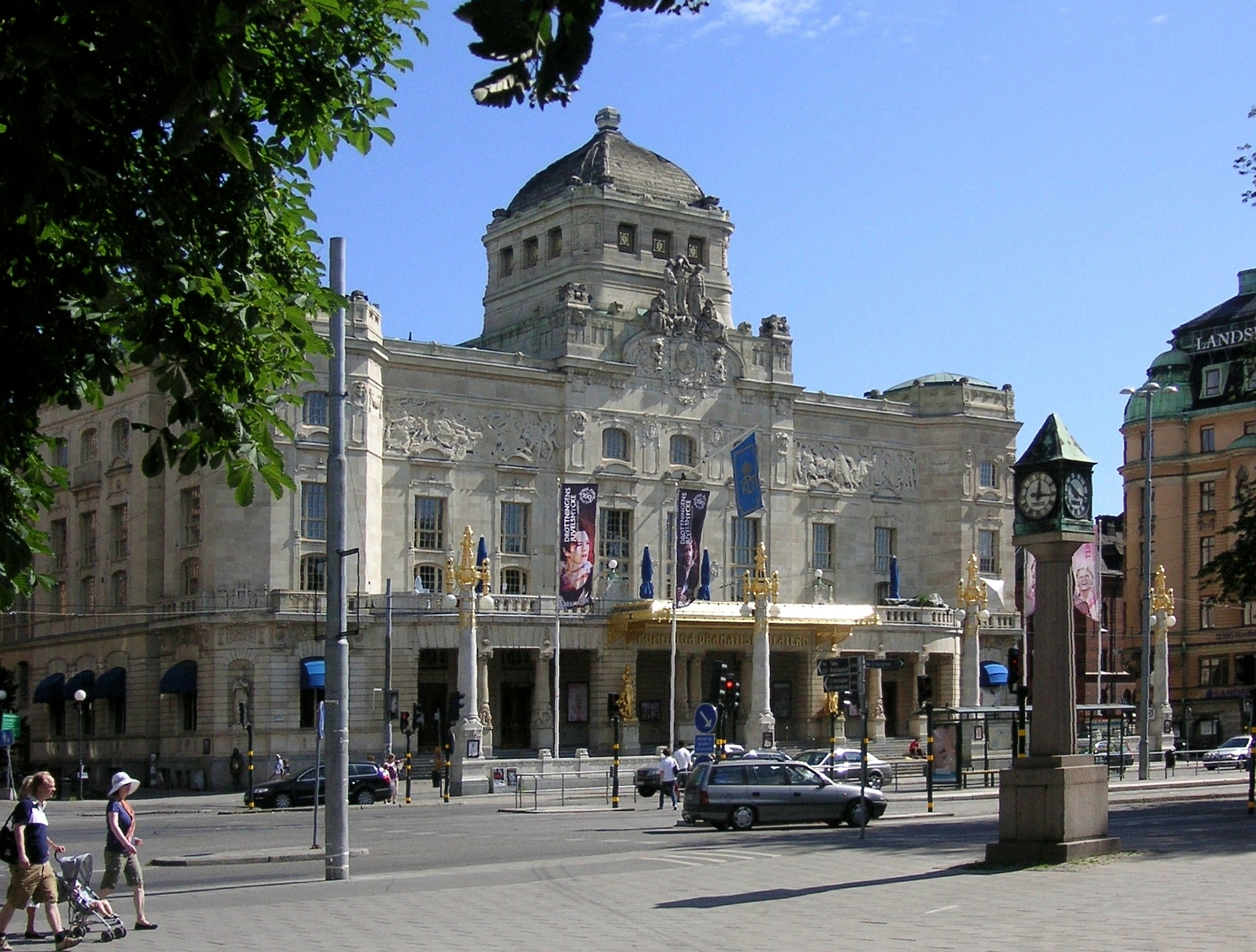
Königliches Dramatisches Theater in Stockholm

Das Königliche Dramatische Theater (schwedisch Kungliga Dramatiska Teatern, in der geläufigeren Bezeichnung Dramaten) ist das schwedische Nationaltheater in Stockholm. Auf den acht Bühnen des Hauses werden jährlich um die tausend Aufführungen gegeben.
Das Theater befindet sich seit 1908 am Nybroplan, Stockholm. Das im Jugendstil gehaltene Gebäude wurde vom schwedischen Architekten Fredrik Lilljekvist erbaut und ist seit 1935 als Byggnadsminne unter staatlichen Schutz gestellt. An der kunstvollen Gestaltung des Theaters wirkten renommierte Künstler wie Carl Milles und Carl Larsson mit.
Aus der hausinternen Schauspielschule Dramatens elevskola gingen viele bekannte Schauspieler hervor.

## Geschichte

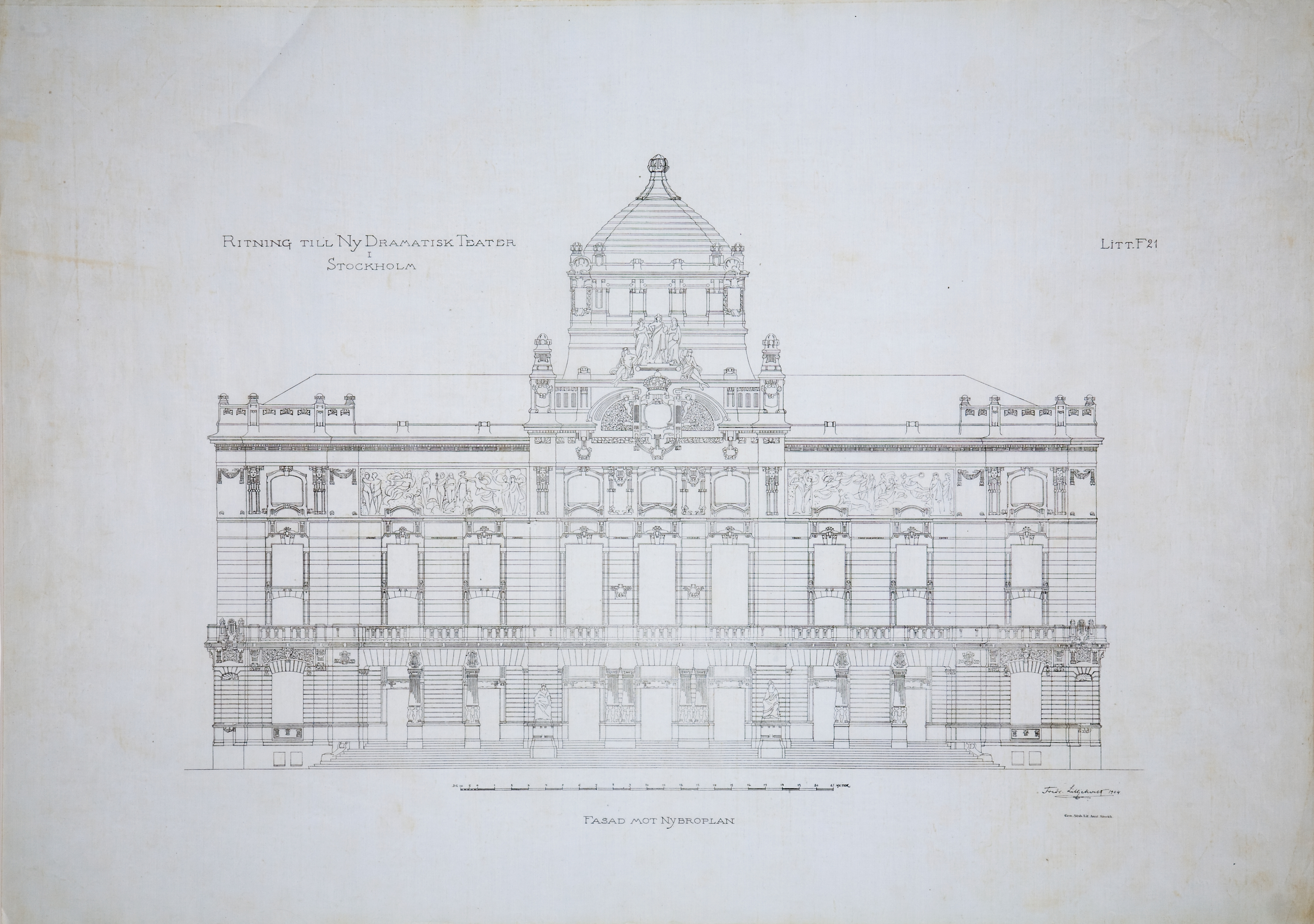
Diazotypie des Dramaten von 1907

1788 gründete Gustav III, König von Schweden, das Königliche Dramatische Theater als eine Abspaltung vom bereits bestehenden Königlichen Theater (Kungliga Teatern); in letzterem wurden neben dramatischen Schauspielen auch Opern aufgeführt. Seit dieser Abspaltung war das neu gegründete Königliche Dramatische Theater ausnahmslos der Aufführungsort von gesprochenem Schauspiel. Das Königliche Theater hingegen blieb als reines Opernhaus bestehen und heißt seit 1997 Königliche Oper (Kungliga Operan); es ist Schwedens Nationaloper.
Bis 1907 befand sich das Nationaltheater in einem Bau von 1788 gegenüber dem Opernhaus am Kungsträdgården, einer bekannten Parkanlage in Stockholm. Im 19. Jahrhundert wurden viele bekannte Stücke im Königlichen Dramatischen Theater aufgeführt, u. a. Uraufführungen von Henrik Ibsen und Anton Pawlowitsch Tschechow, sowie einige Werke von August Strindberg (z. B.: Till Damaskus).
Zu Beginn des 20. Jahrhunderts führten die Probleme des Königlichen Dramatischen Theaters zu einer intensiven Diskussion über eine Renovierung. Zum einen galten die Bühnen als alt und unmodern, der gesamten Einrichtung haftete ein altmodischer Eindruck an, zum anderen hatten sich in Stockholm mehrere Konkurrenztheater etabliert, was die bestehenden Defizite des Nationaltheaters in den Vordergrund rücken ließ und schließlich auch wirtschaftliche Konsequenzen hatte. Es wurden verschiedene Vorschläge unterbreitet, die auf eine Renovierung des Gebäudes oder einen Neubau am Kungsträdgården zielten, doch keiner konnte den damaligen König Oskar II überzeugen. Stattdessen ließ er das Gebäude abreißen, um es an einem geeigneteren Ort neu zu errichten, am Nybroplan, einem Platz im neu entstandenen Herzen Stockholms.
Der Architekt Fredrik Lilljekvist war verantwortlich für den Neubau, der am 18. Februar 1908 mit August Strindbergs Stück Mäster Olof eingeweiht wurde und die Kurzbezeichnung Dramaten erhielt. Von hier ging im 20. Jahrhundert der bedeutendste Einfluss des schwedischen Theaters aus. Bedeutende Regisseure wie Olof und Gustaf Molander, Alf Sjöberg und Ingmar Bergman arbeiteten hier.
Die reichhaltig ornamental verzierte Fassade des Gebäudes ist aus dem hellen dolomitischen Ekeberg-Marmor (bei Glanshammar) gefertigt worden. Die vom Stil der Wiener Sezession beeinflusste Fassadenstruktur mit zahlreichen an Jugendstil anklingenden Ornamenten ist eine der wenigen im nördlichen Europa, die aus Marmor erstellt wurde.

## Bühnen

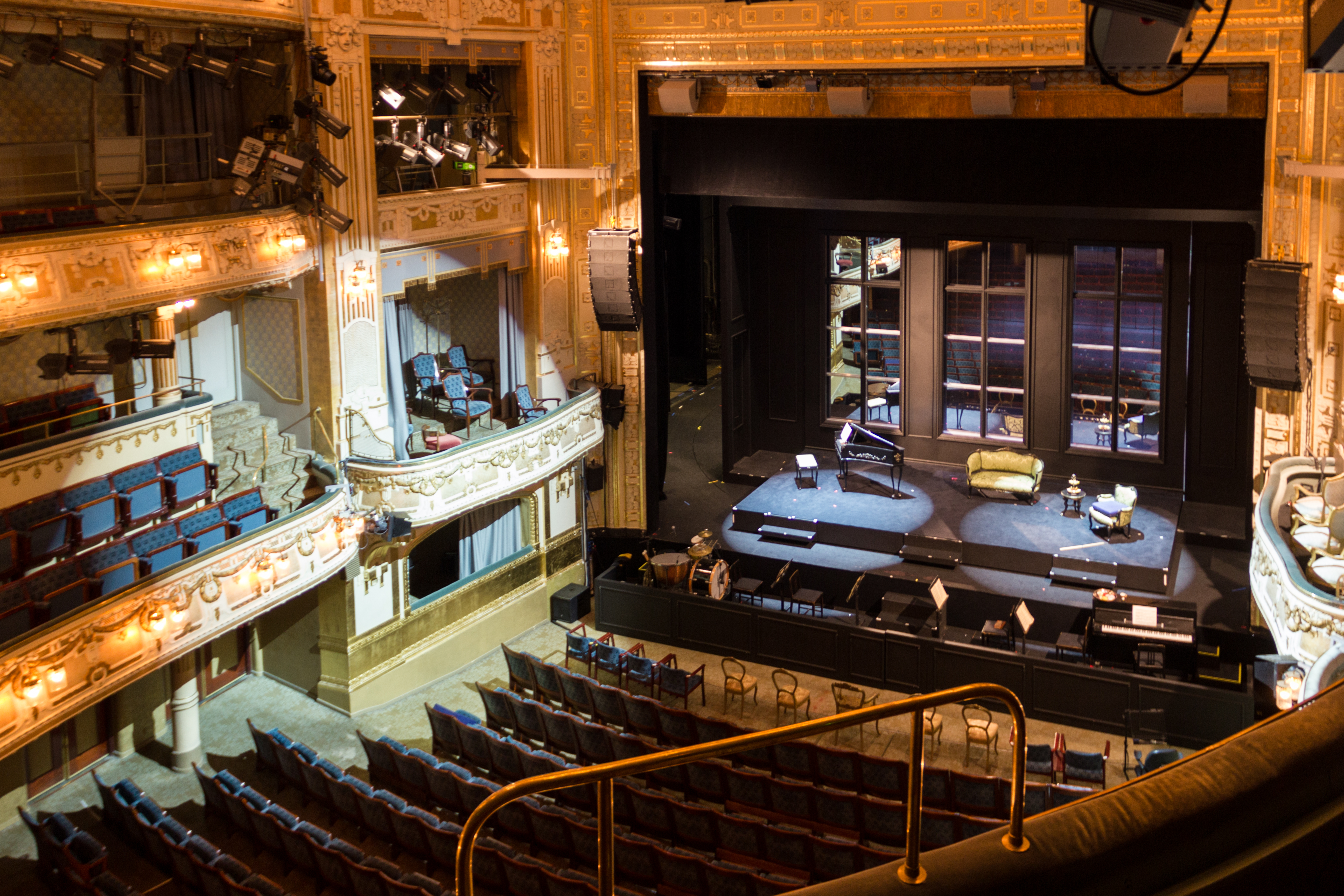
Die Hauptbühne

Zum Königlichen Dramatischen Theater gehören momentan acht Bühnen:
- Stora scenen – Die Hauptbühne, seit 1908 (720 Plätze)
- Lilla scenen – Die Zweitbühne, seit 1945; renoviert und wiedereröffnet 2000 (340 Plätze)
- Målarsalen – Seit 1971; eine ehemalige Bühnenwerkstatt (160 Plätze)
- Tornrummet – Eine kleine Bühne; ehemalige Bühne der Schauspielschule (60 Plätze)
- Lejonkulan – Junge Dramaten; Bühne für Schulaufführungen
- Stora Elverket – Bühne für neue, zeitgenössische Stücke
- Lilla Elverket – Eine kleinere Bühne am Elverket
- Intima teatern – August Strindbergs 1907 in einem separaten Gebäude gegründete und vom Dramaten 2002 wiedereröffnete Bühne

## Leiter

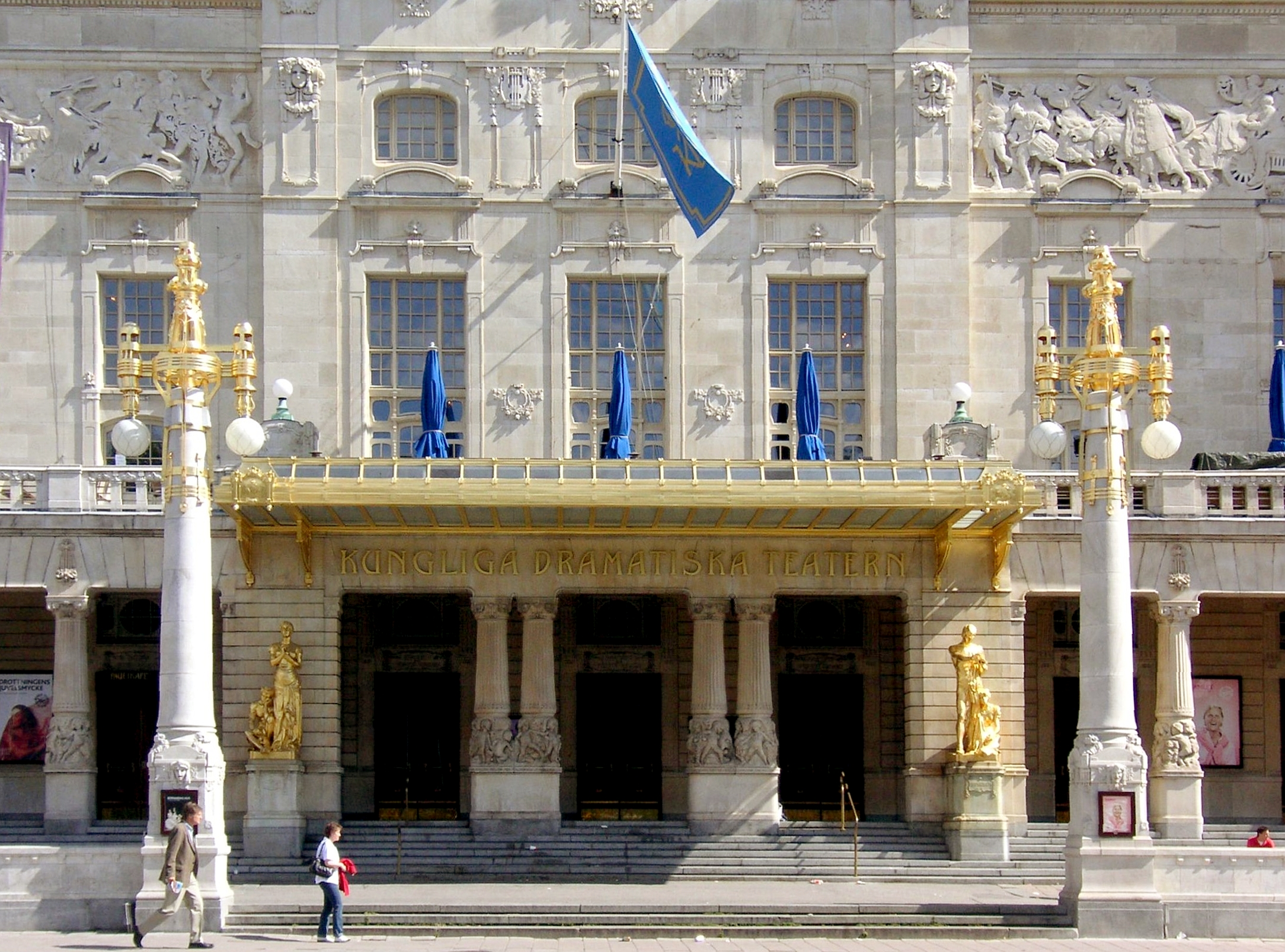
Haupteingang des Dramaten, 2008

des alten Königlich Dramatischen Theaters:
- 1788–1792: Gustaf Mauritz Armfelt
- 1792–1798: Klaes Rålamb
- 1798–1804: J. Hugo Hamilton
- 1804–1810: Abraham Niklas Clewberg-Edelcrantz
- 1810–1812: Anders Fredrik Skjöldebrand
- 1812–1818: Gustav Löwenhielm
- 1818–1818: J.P. Törner
- 1818–1818: Kronprinz Oskar
- 1818–1823: Gustav Fredrik Åkerhielm
- 1823–1827: Gustaf Lagerbjelke
- 1827–1831: Karl Johan Puke
- 1831–1832: Bernhard von Beskow
- 1832–1838: Per Westerstrand
- 1838–1840: Karl David Forsberg
- 1838–1844: Alexis Baeckman
- 1840–1844: Svante Gustaf Schyberg
- 1844–1848: Hugo Adolf Hamilton
- 1848–1852: Svante Gustaf Schyberg
- 1852–1856: Knut Bonde
- 1856–1860: Gunnar Olof Hyltén-Cavallius
- 1860–1860: Daniel Hwasser
- 1861–1866: Eugène von Stedingk
- 1866–1881: Erik Vilhelm af Edholm
- 1881–1883: Henrik Westin
- 1883–1888: Anders Willman
- 1888–1898: Gustaf Fredriksson
- 1898–1904: Nils Personne
- 1904–1907: Gustaf Fredriksson

des Königlich Dramatischen Theaters (Dramaten):
- 1908–1910: Knut Michaelson
- 1910–1922: Tor Hedberg
- 1922–1928: Tore Svennberg
- 1928–1934: Erik Wettergren
- 1934–1938: Olof Molander
- 1938–1948: Pauline Brunius
- 1948–1961: Ragnar Josephson
- 1951–1963: Karl Ragnar Gierow
- 1963–1966: Ingmar Bergman
- 1966–1975: Erland Josephson
- 1975–1981: Jan-Olof Strandberg
- 1981–1985: Lasse Pöysti
- 1985–1985: Ingvar Kjellson
- 1986–1996: Lars Löfgren
- 1996–2002: Ingrid Dahlberg
- 2002–2008: Staffan Valdemar Holm
- 2008–2014: Marie-Louise Ekman
- 2014–2019: Eirik Stubø
- seit 2019: Maria Groop Russel

## Schauspieler
des Königlich Dramatischen Theaters:
- Samuel Ahlgren (1764–1816)
- Lars Hjortsberg (1772–1843)
- Gustav Åbergsson (1775–1852)
- Carolina Kuhlman (1778–1866)
- Isaac de Broen (1783–1814)
- Jeanette Wässelius (1784–1853)
- Christina Elisabeth Frösslind (1793–1861)
- Charlotta Eriksson (1794–1862)
- Sara Torsslow (1795–1859)
- Henriette Widerberg (1796–1872)
- Ulrik Torsslow (1801–1881)
- Emilie Sofia Högquist (1812–1846)
- Charlotta Almlöf (1813–1882)
- Knut Almlöf (1829–1899)
- Elise Hwasser (1831–1894)
- Viktor Hartman (1839–1899)
- Ellen Hartman (1860–1945)
- Anders de Wahl (1869–1956)
- Gerda Lundequist (1871–1959)
- Olof Winnerstrand (1875–1956)
- Lars Hanson (1886–1965)
- Tora Teje (1893–1970)
- Uno Henning (1895–1970)
- Anders Henrikson (1896–1965)
- Märta Ekström (1899–1952)
- Inga Tidblad (1901–1975)
- Georg Rydeberg (1907–1983)
- Gunn Wållgren (1913–1983)
- Anders Ek (1916–1979)
- Anita Björk (1923–2012)
- Margaretha Krook (1925–2001)
- Jarl Kulle (1927–1997)
- Krister Henriksson (* 1946)